# Постмодерност
Постмодерност или постмодерна ситуция е термин, който общо описва икономическата и културна ситуация на обществото след модерността.
Терминът постмодерност идва да обозначи самата геополитическа схема, положението и състоянието на нещата въобще, цялата културна, политическа и човешка ситуация, която възниква в последните няколко десетилетия на 20 век, и малко след началото на 21-ви.
Самият дебат за постмодерността има две различни страни, които често биват обърквани; (1) характеристики на съвременното общество (2) критика на съвременното общество.